# ماجد المطیری
ماجد منصور المطیری (انگلیسی: Majed Mansor؛ زادهٔ ۲۴ مارس ۱۹۹۱) یک ورزشکار اهل عربستان سعودی است.